# Ga đại học Soongsil
Ga Đại học Soongsil (Salpijae) (Tiếng Hàn: 숭실대입구(살피재)역, Hanja: 崇實大入口(살피재)驛) là ga trên Tàu điện ngầm Seoul tuyến 7 nằm ở Sangdo 1-dong, Dongjak-gu, Seoul. Đại học Soongsil ở gần đó nên nó được đặt làm tên ga.

## Lịch sử
- 1 tháng 8 năm 2000: Việc kinh doanh bắt đầu với việc khai trương đoạn Sinpung ~ Đại học Konkuk của Tàu điện ngầm Seoul tuyến 7

## Bố trí ga
| Namseong ↑ |
| \| N/B     |
| ↓ Sangdo   |

| Hướng Bắc | ● Tuyến 7 | ← Hướng đi Isu · Văn phòng Gangnam-gu · Sangbong · Jangam |
| Hướng Nam | ● Tuyến 7 | → Hướng đi Boramae · Daerim · Onsu · Seongnam →           |

## Xung quanh nhà ga
| Lối ra \| 나가는 곳 \| Exit \| 出口 | Lối ra \| 나가는 곳 \| Exit \| 出口 |
| ----------------------------------- | --- |
| 1                                   | Hướng đi Seonghyeon-dong |
| 2                                   | Sangdo 1-dong Jungang Hightsville Trường tiểu học Sanghyeon Sangdo Hillstate Central Park Sangdo Hillstate Prestige                              |
| 3                                   | Đại học Soongsil · Đại học điện tử Soongsil Trung tâm cộng đồng Sangdo 1-dong Raemian Sangdo 2 APT Raemian Sangdo thứ 3 APT Samhwan Nowville APT |
| 4                                   | Hướng tới Cheongnim-dong Trường trung học cơ sở Sanghyeon Sangdo Hyundai APT · Gwanak Hyundai APT Sangdo Samho APT                               |

## Hình ảnh

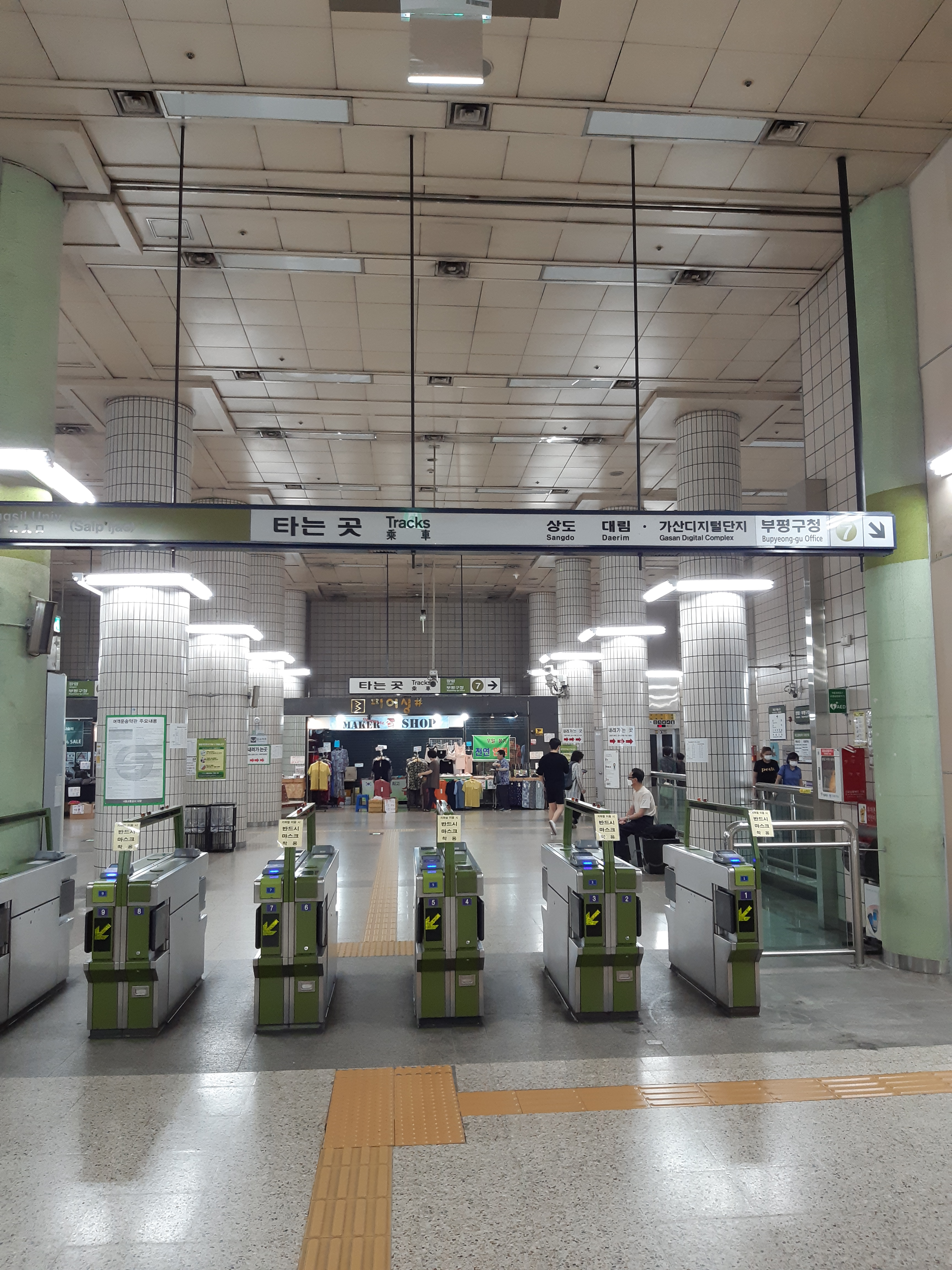
Cửa soát vé
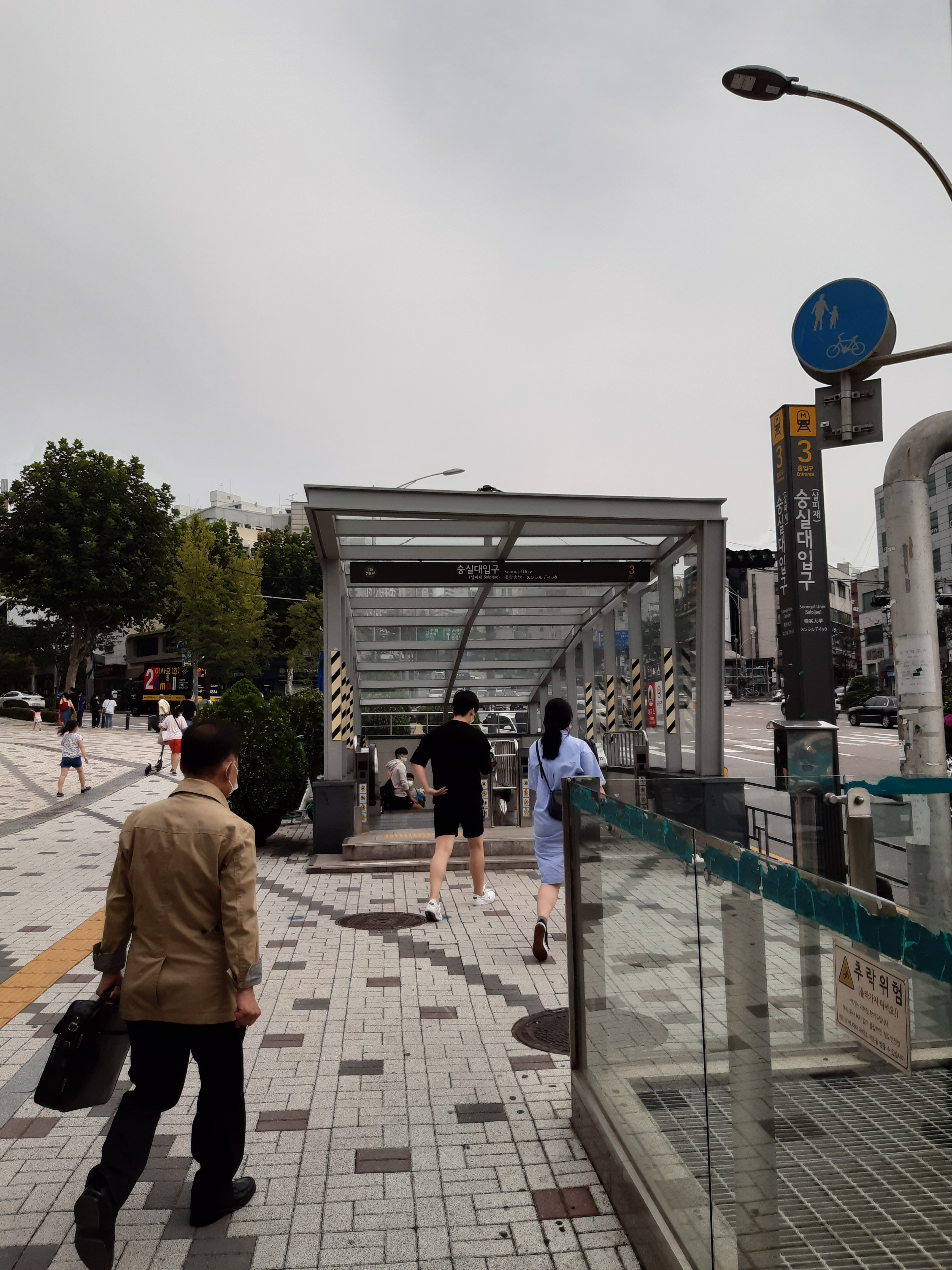
Lối ra 3